# Uglitscher Kreml

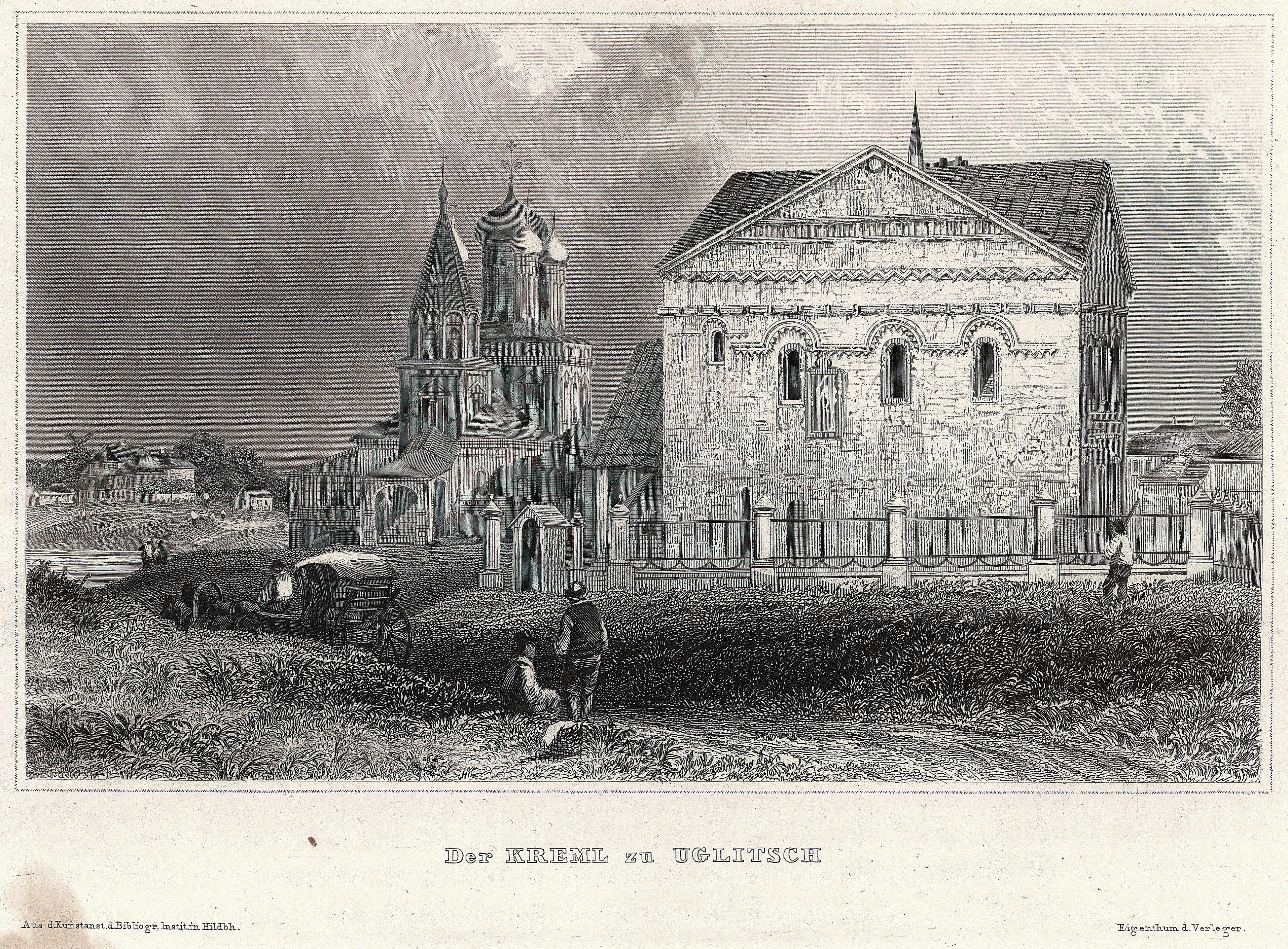
Der Uglitscher Kreml um 1860

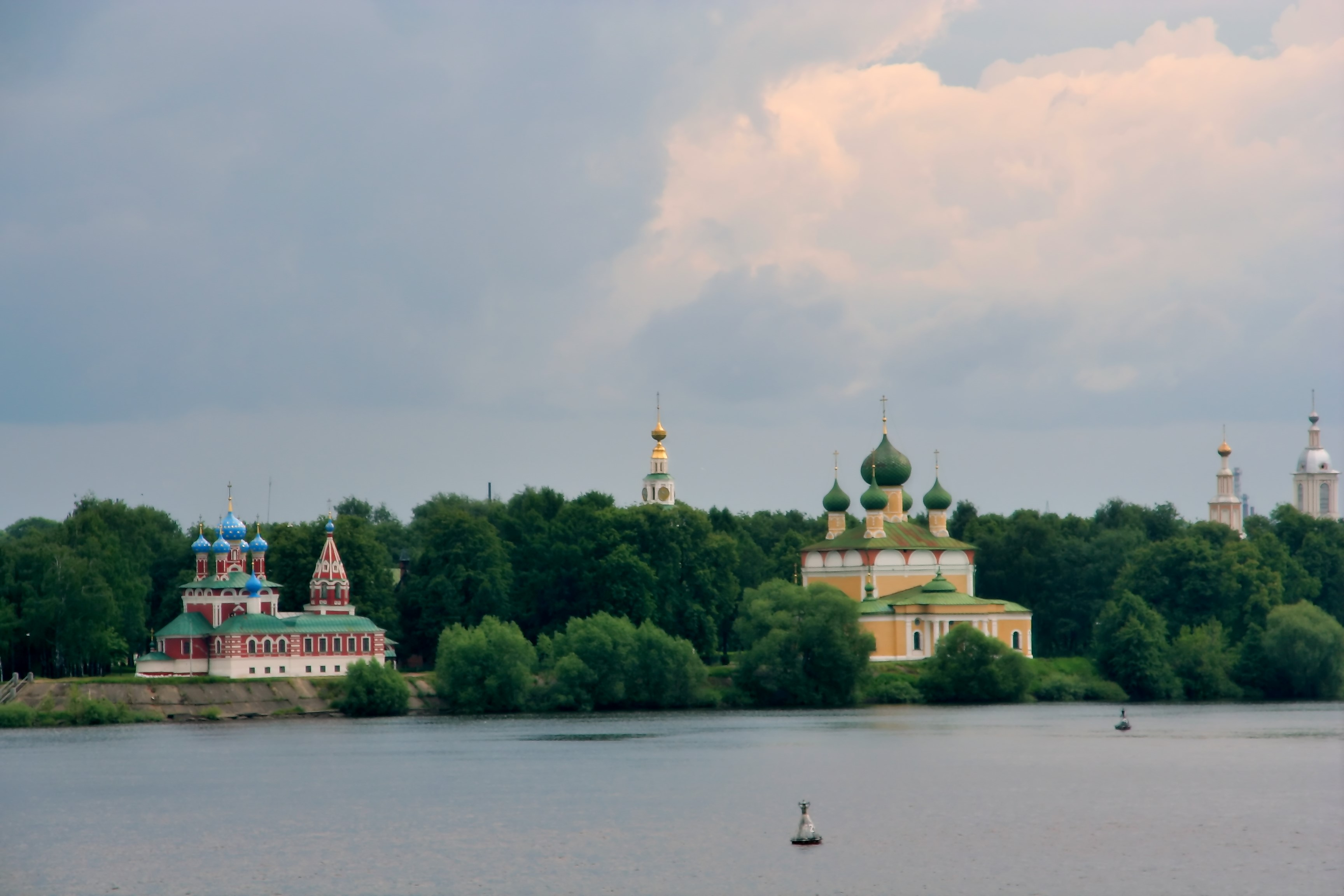
Uglitscher Kreml

Uglitscher Kreml (russisch Угличский кремль) ist eine ehemalige Zitadelle im Zentrum von Uglitsch in der Oblast Jaroslawl.
Sie liegt am rechten Ufer der Wolga zwischen den Flüsschen Scholkowka und Kamenny Rytschey (Steinbach), die einen natürlichen Schutz boten. Die ursprünglichen Mauern und Türme der Befestigung des Kremles wurden immer wieder zerstört und letztmals von 1660 bis 1662 wiederhergestellt. Nachdem sie über Jahrhunderte dem Verfall preisgegeben waren, sind sie in der Mitte des 18. Jahrhunderts abgegangen.  Hieran erinnern nur noch Mauerreste und Reste des Wassergrabens. Das heute noch erhaltene Ensemble umfasst den ehemaligen Fürstensitz (aus dem Jahre 1482), die Verklärungskathedrale (1713 oder 1716), den Glockenturm (1730), die Demetrios-Kirche oder Blutskirche (1692) und das Stadtrathaus (1815). Die Kirche wurde in den Jahren 1971 bis 1976 restauriert.